# Jesús Vale
Jesús Vale – wenezuelski zapaśnik walczący w obu stylach. Zajął siódme na igrzyskach panamerykańskich w 1995. Brązowy medal na mistrzostwach panamerykańskich w 1993. Triumfator igrzysk Ameryki Południowej w 1994. Srebro na igrzyskach Ameryki Środkowej i Karaibów w 1986. Czterokrotny medalista igrzysk boliwaryjskich, złoto w 1985, 1989 i 1993 roku.